# 이중익
이중익(1942년 8월 22일 ~ )는 대한민국의 정치인이다. 제32·33대 연천군수를 역임했다.

## 경력
- 1999 한나라당 탈당·자유민주연합 입

## 역대 선거 결과
|  | 10.29% |

|  | 58.6% |

|  | 48.40% |

|  | 53.87% |

|  | 23.83% |